# Homotherus verticinus
Homotherus verticinus là một loài tò vò trong họ Ichneumonidae.